# Nave Ivanow
La Nau Ivanow es un centro de creación cultural especializado en artes escénicas ubicado en la calle de Honduras, n.º 28-30, en el barrio de la la Sagrera de Barcelona. Está instalado en una nave industrial donde había la fábrica de pinturas Ivanow,  proyectada en 1959 y edificada en 1967. Desde el año 2006 está gestionada por la Fundació Sagrera y desde 2010 forma parte del proyecto de Fábricas de Creación del Instituto de Cultura del Ayuntamiento de Barcelona.

## Historia

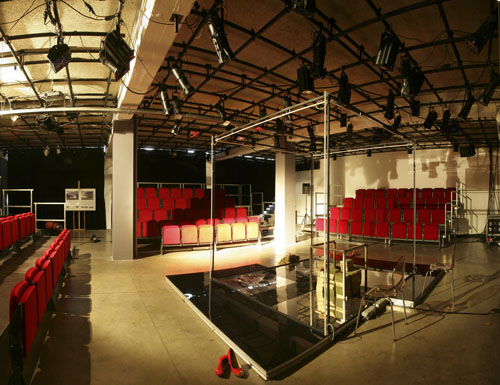
Sala Andy Warhol

El 1959, el arquitecto Jordi Figueres Anmella, por encargo del empresario Víctor Ivanow Bauer, proyectaba la fábrica de Pinturas Ivanow en un solar del industrializado barrio de la Sagrera. El edificio no se empezó a levantar hasta el año 1967 y fue inaugurado el 1968.
El crecimiento de la actividad provocó su traslado al polígono industrial de la Zona franca, para continuar produciendo pinturas, lacas y otros acrílicos, hasta que fue vendido a la multinacional holandesa Azko Nobel.
El edificio de la Sagrera fue alquilado a varias empresas del sector textil, como por ejemplo Burberry's, Ángel Ortiz y Kevin&Kevin, hasta que el 1997 la adquirió el arquitecto y fotógrafo Xavier Basiana para establecer su estudio profesional y desarrollar un centro cultural. El 1998 nace la Nau Ivanow como nuevo espacio para la creación, producción y difusión de la cultura contemporánea.
Desde el 2006 es gestionada por la Fundación Sagrera, tomando el relevo de la Asociación Cultural La Nau Ivanow (ACLNI) y el 2010 pasó a formar parte del proyecto de Fábricas de Creación del Instituto de Cultura del Ayuntamiento de Barcelona.
La cubierta a la catalana remataba el edificio con una superficie ondulada cerámica que lo caracterizaba. Desgraciadamente, las trombas de agua del 2005 la hundieron y todavía lo ha sido posible de reconstruirla.

## Actividad

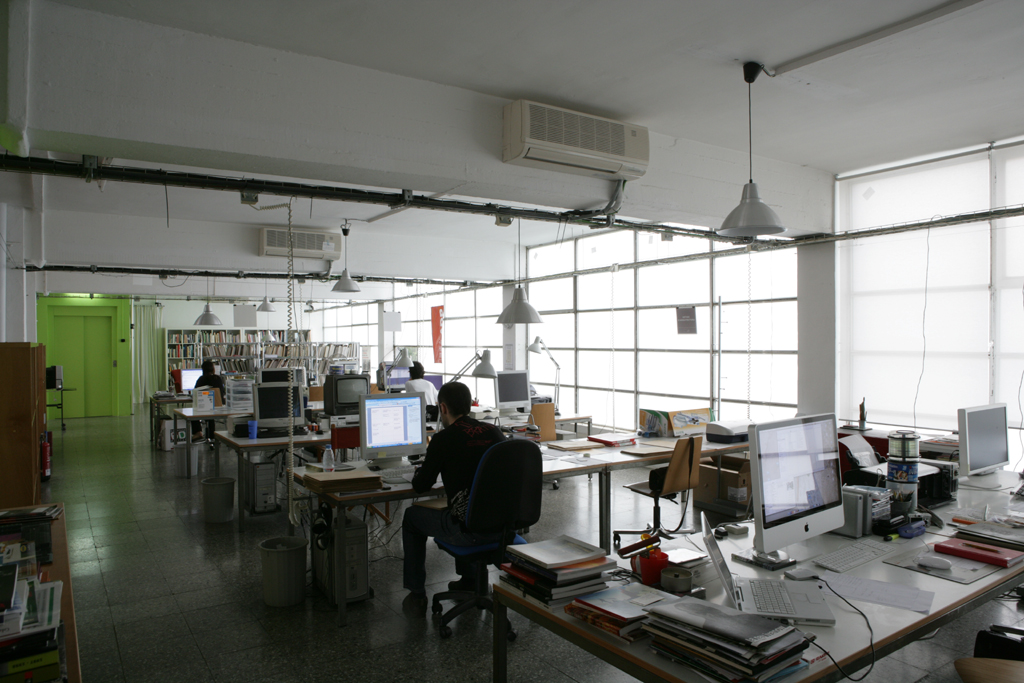
Vivero de creadores

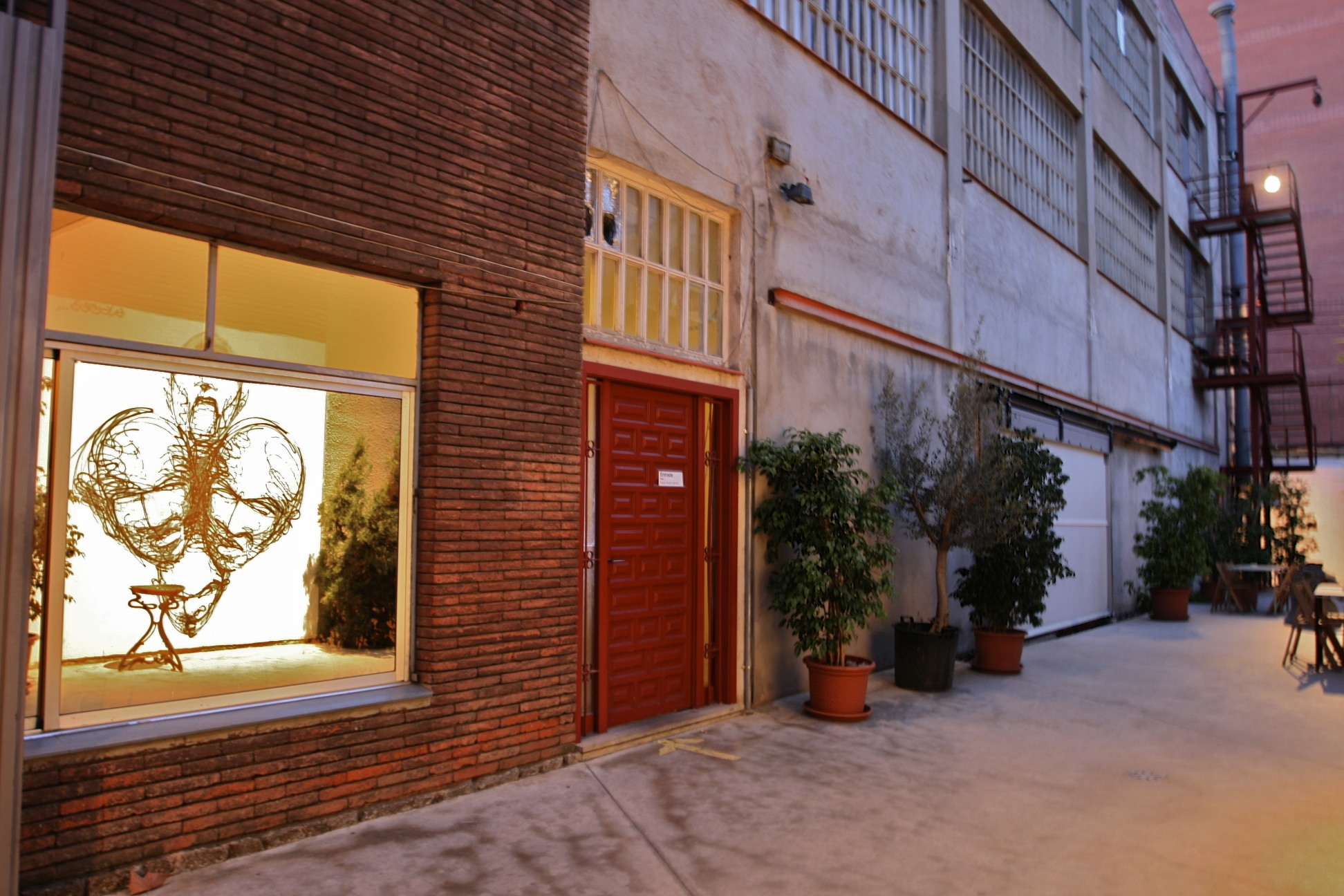
Patio de la Nau Ivanow

La Nau Ivanow es un espacio de creación y difusión de la cultura, situado en el barrio de la Sagrera, en Barcelona.
Especializada en artes escénicas, la Nau Ivanow es una plataforma de impulso de proyectos artísticos, especialmente de jóvenes creadores, que da cobertura a todas las fases del proceso de creación. Con todo, es un espacio abierto donde propuestas de todas las disciplinas artísticas tienen cabida.
Desde su nacimiento en 1998, la Nau apuesta por la calidad en la producción cultural en Barcelona y dota a los creadores y profesionales de la cultura de espacios y recursos para facilitar el desarrollo de sus proyectos. La Nau es, también, un espacio de encuentro entre ciudadanía y artistas, garantizando el acceso de los ciudadanos a contenidos culturales innovadores y de calidad.
La Nau Ivanow se enmarca dentro del proyecto de Fábricas de Creación del Instituto de Cultura del Ayuntamiento de Barcelona desde 2010 y es gestionada por la Fundación Sagrera desde el 2006. 
En 2015, la Nau Ivanow y aPortada, se unen a la sala Atrium y se transforman en la primera edición del Ciclo de creación escénica DespertaLab, con el mismo objetivo de apoyar a la creación teatral más activa y emergente. A través de este ciclo, se pone al alcance de los artistas y compañías el espacio y las condiciones técnicas adecuadas para la creación, la producción, la comunicación-difusión y la exhibición de una obra teatral. El objetivo del ciclo es apoyar a los creadores y compañías en el proceso de creación de sus obras y contribuir a su entrada en las redes profesionales de difusión y exhibición artística.